# Абишев, Шайхи
Шайхи Абишев (каз. Шайхи Әбішев 1894 год, c. Морское, Денгизский район, Гурьевский уезд, Российская империя — 1968 год) — советский государственный деятель. Нарком рыбной промышленности Казахской ССР.

## Биография
Шайхи Абишев родился в 1894 году в селе Морское, Денгизский район, Гурьевская область, в семье рыбака. По национальности — казах.

### Образование
В 1932 году окончил административно-хозяйственные курсы в городе Гурьеве.
В 1939 году Абишев окончил краткосрочные курсы при Московском институте рыбной промышленности.
Обучался на факультете образования инженерно-технических работников Центрального института рыбной промышленности в Москве по специальности инженер-организатор.

### Трудовая деятельность
С 1913 по 1919 годы Абишев занимался рыболовством в личном хозяйстве.
В 1919—1926 годах неводчик, инструктор Мумринской рыбной базы Волго-Каспийского рыбного треста (Гурьевский округ).
В 1927—1928 годах председатель правления рыболовецкого кооператива в с. Морское.
В 1929—1920 годах член правления рыболовецкого колхоза «Тонкерис» в Денгизском районе.
В 1930—1931 годах помощник директора Астраханского рыбзавода № 11.
В 1931—1932 годах помощник директора Каменского рыбзавода Волго-Каспийского рыбного треста.
В 1932—1938 годах директор рыбзавода № 7 Урало-Каспийского рыбного треста.
В 1938—1939 годах заместитель управляющего «Каспзверрыбтрестом» в г. Гурьев.
С марта 1939 по август 1941 года нарком рыбной промышленности Казахской ССР. Снят с должности решением бюро ЦК КПК «за невыполнение решения ЦК КПК о развитии рыбной промышленности и необеспечение руководства в военное время».
В 1941—1943 годах директор Гурьевской моторно-рыболовецкой станции.
В 1943—1945 годах управляющий «Каспзверрыбтрестом» в Гурьеве.
В 1945—1946 годах директор Баксайской моторно-рыболовецкой станции.
В 1946—1948 годах управляющий Балхашским рыбным трестом. Его усилия по развитию рыболовства во внутренних водах республики были отмечены благодарностью секретаря ЦК Компартии Казахстана Жумабека Шаяхметова.
Шайхи Абишев был персональным пенсионером республиканского значения.

### Общественная деятельность и награды
В 1938 году, на первых выборах в стране, Шайхи Абишев был выдвинут кандидатом в депутаты Верховного Совета Казахской ССР по Жилокосинскому (ныне Жылыойскому) избирательному округу № 157.
Член ЦК КП(б)К (1940).
Приказом наркома пищевой промышленности СССР Анастаса Микояна от 9 сентября 1935 года Шайхи Абишев был награждён охотничьим ружьём и денежными премиями за перевыполнение плана рыбаками Жайык-Каспийского государственного рыболовного треста за первое полугодие.
На посту наркома рыбной промышленности Казахской ССР (1939—1941) Абишев способствовал укреплению отрасли, обеспечивая Красную Армию и страну рыбой во время Великой Отечественной войны. Под его руководством рыбаки Жайык-Каспийского бассейна ежегодно перевыполняли планы, передавая на фронт по 30-40 тысяч центнеров рыбы, и получали переходящее Красное Знамя Государственного комитета обороны.
За значительный вклад в развитие рыбной промышленности в 1954 году Абишев был награждён орденом Ленина и Почётной грамотой Верховного Совета Казахской ССР.